# Spanje op het Eurovisiesongfestival 2015

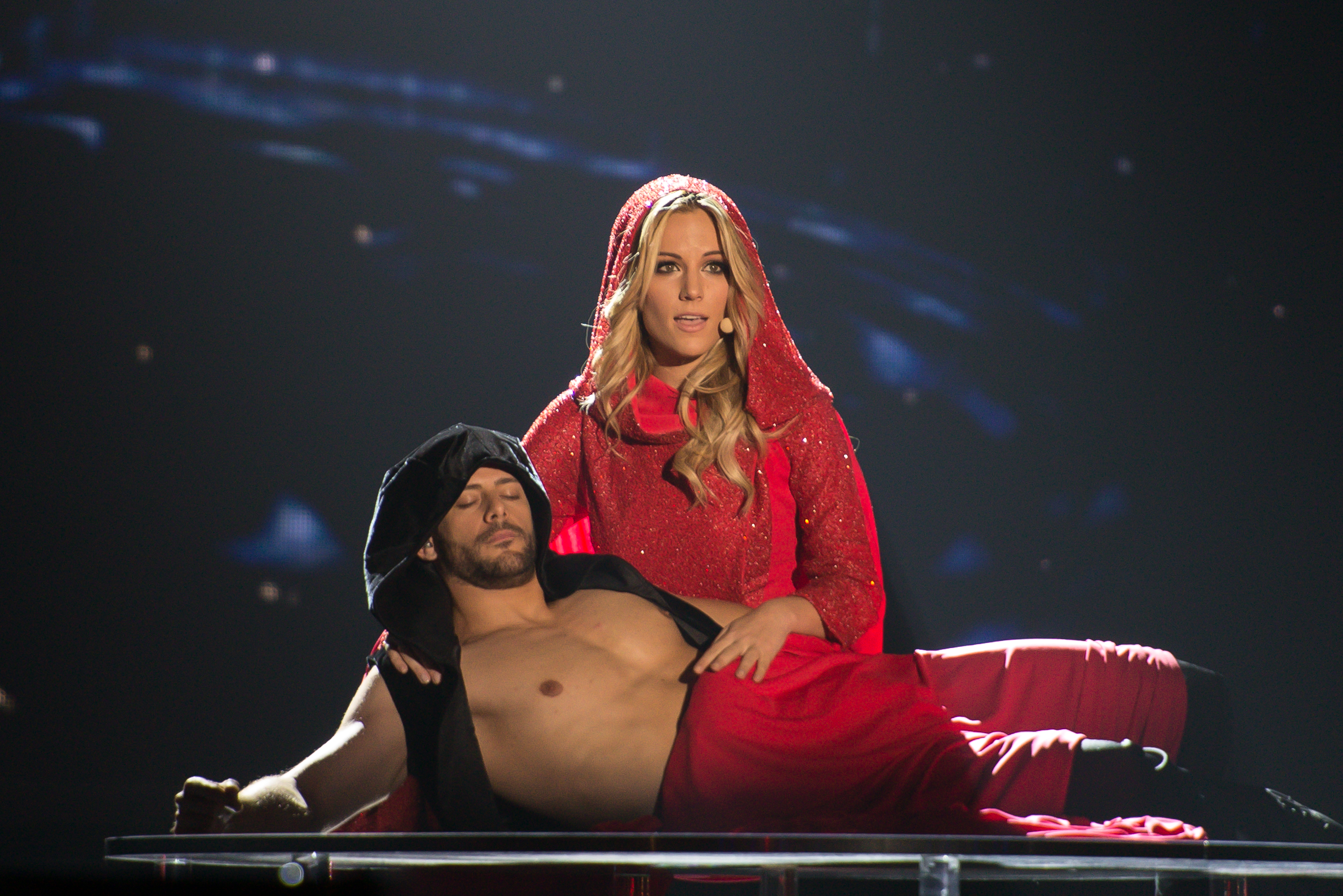
Edurne

Spanje nam deel aan het Eurovisiesongfestival 2015 in Wenen, Oostenrijk. Het was de 55ste deelname van het land op het Eurovisiesongfestival. TVE was verantwoordelijk voor de Spaanse bijdrage voor de editie van 2015.

## Selectie
De Spaanse staatsomroep koos voor een interne selectie om de Spaanse act voor Wenen samen te stellen. Op 14 januari maakte TVE bekend dat Edurne de Spaanse kleuren zou vertegenwoordigen op het Eurovisiesongfestival 2015. Ze trok met het volledig in het Spaans vertolkte Amanecer naar Oostenrijk.

## In Wenen
Als lid van de vijf grote Eurovisielanden mocht Spanje rechtstreeks deelnemen aan de grote finale, op zaterdag 23 mei 2015.
In de finale trad Spanje als eenentwintigste van de 27 acts aan, na Voltaj uit Roemenië en voor Boggie uit Hongarije. Spanje eindigde als eenentwintigste met 15 punten.
1961 · 1962 · 1963 · 1964 · 1965 · 1966 · 1967 · 1968 · 1969 · 1970 · 1971 · 1972 · 1973 · 1974 · 1975 · 1976 · 1977 · 1978 · 1979 · 1980 · 1981 · 1982 · 1983 · 1984 · 1985 · 1986 · 1987 · 1988 · 1989 · 1990 · 1991 · 1992 · 1993 · 1994 · 1995 · 1996 · 1997 · 1998 · 1999 · 2000 · 2001 · 2002 · 2003 · 2004 · 2005 · 2006 · 2007 · 2008 · 2009 · 2010 · 2011 · 2012 · 2013 · 2014 · 2015 · 2016 · 2017 · 2018 · 2019 · 2020 · 2021 · 2022 · 2023 · 2024 · 2025
Albanië · Armenië · Australië · Azerbeidzjan · België · Cyprus · Denemarken · Duitsland · Estland · Finland · Frankrijk · Georgië · Griekenland · Hongarije · Ierland · IJsland · Israël · Italië · Letland · Litouwen · Macedonië · Malta · Moldavië · Montenegro · Nederland · Noorwegen · Oostenrijk · Polen · Portugal · Roemenië · Rusland · San Marino · Servië · Slovenië · Spanje · Tsjechië · Verenigd Koninkrijk · Wit-Rusland · Zweden · Zwitserland